# Кубечкі
Кубечкі (пол. Kubeczki) — село в Польщі, у гміні Пакослав Равицького повіту Великопольського воєводства.
Населення — 119 осіб (2011).
У 1975-1998 роках село належало до Лешненського воєводства.

## Демографія
Демографічна структура станом на 31 березня 2011 року:
|          | Загалом | Допрацездатний вік | Працездатний вік | Постпрацездатний вік |
| -------- | ------- | ------------------ | ---------------- | -------------------- |
| Чоловіки | 53      | 12                 | 35               | 6                    |
| Жінки    | 66      | 15                 | 37               | 14                   |
| Разом    | 119     | 27                 | 72               | 20                   |